# Sikher
Sikher (punjabi: ਸਿੱਖ) är människor som följer eller utövar sikhism.